# Ponte Pulteney
Il ponte Pulteney (in inglese: Pulteney Bridge) attraversa il fiume Avon a Bath (Inghilterra). Fu completato nel 1774 e congiunge la città con la più recente cittadina di Bathwick costruita in stile georgiano. Realizzata da Robert Adam in stile Palladiano, è una struttura eccezionale avendo negozi realizzati su entrambi i lati. È stato designato come monumento classificato di primo grado.
Nei primi 20 anni dalla sua costruzione, le modifiche e gli ampliamenti dei negozi furono tali da modificare le facciate. Alla fine del XVIII secolo fu danneggiato dalle inondazioni, ma venne ricostruito con uno stile simile. Nel corso del secolo successivo vi furono ulteriori modifiche dei negozi che hanno comportato la realizzazione di estensioni a sbalzo nei lati nord e sud del ponte. Nel XX secolo sono stati effettuati diversi interventi per preservare il ponte e restituirlo parzialmente al suo aspetto originario, migliorando il suo aspetto come attrazione turistica.
Il ponte è lungo 45 metri e largo 18 metri ed è uno dei quattro ponti esistenti al mondo ad avere negozi in tutto il suo pieno arco su entrambi i lati.
Anche se vi sono stati dei progetti di pedonalizzazione, il ponte è ancora usato da autobus e taxi. La parte più fotografata del ponte è quella in cui si scorge la briglia vicina al centro della città, che è un sito patrimonio dell'umanità principalmente per la sua architettura georgiana.

## Progetto e costruzione

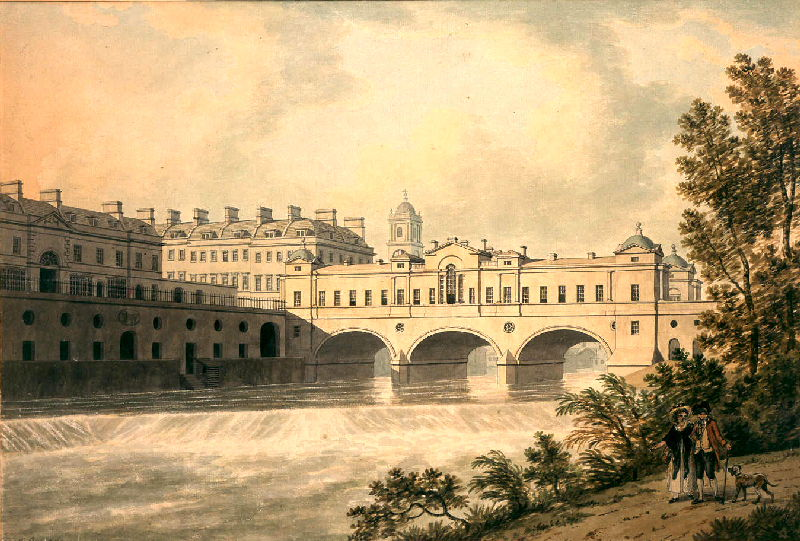
Il ponte Pulteney, raffigurato da Thomas Malton nel 1785

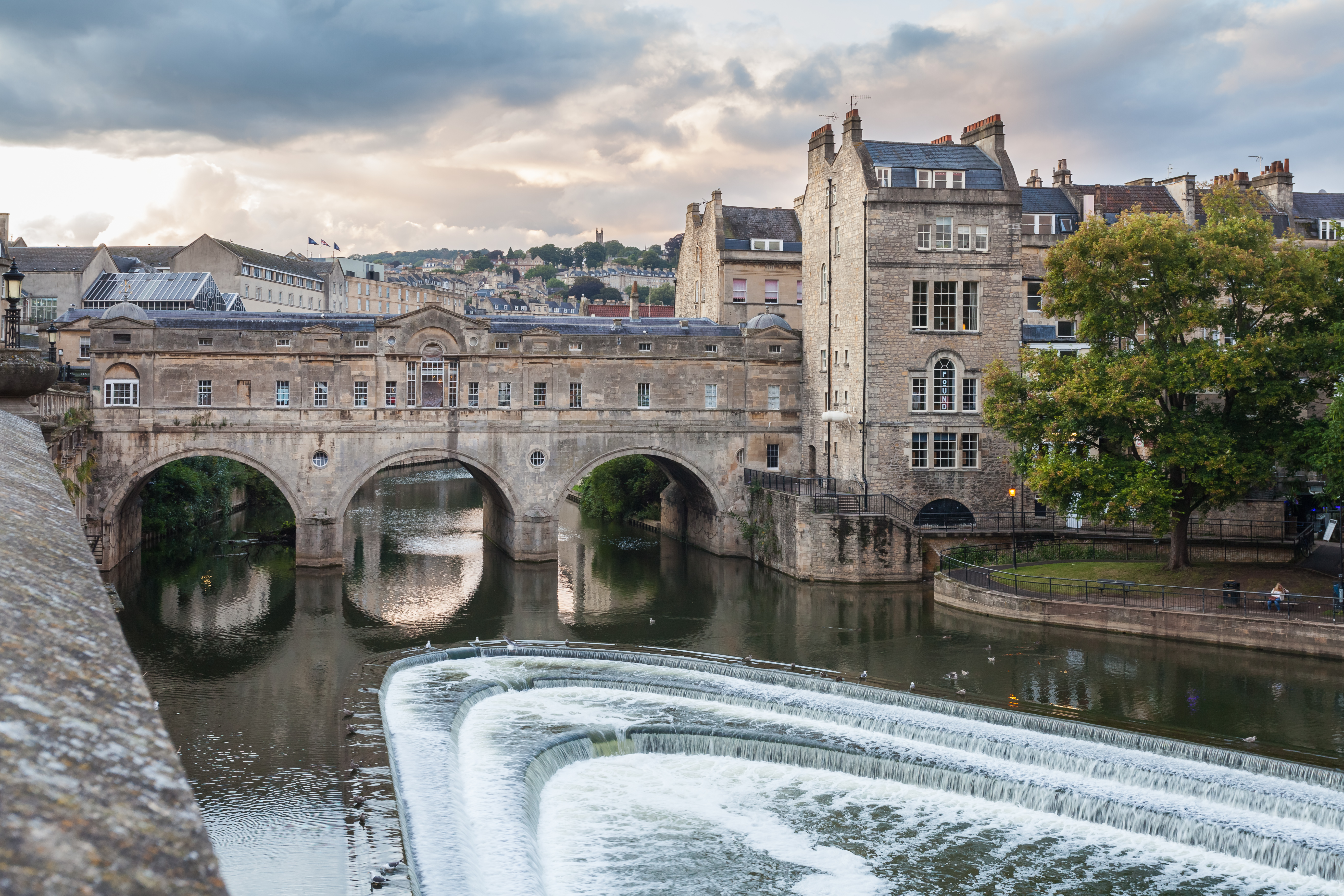
Vista del ponte Pulteney nel 2014

La struttura è stata progettata da Robert Adam: i suoi disegni originali sono conservati nel Sir John Soane's Museum a Londra.
Il ponte prende il nome da Frances Pulteney, moglie di William Johnstone, ricco avvocato scozzese e membro del Parlamento. Frances era la terza figlia del deputato e funzionario governativo Daniel Pulteney (1684–1731) e prima cugina di William Pulteney, conte di Bath, da cui ereditò numerosi possedimenti a Somerset nel 1764. Ereditò inoltre anche le fortune del fratello più giovane nel 1767, tanto che la famiglia Johnstones cambiò il proprio cognome in Pulteney. La tenuta di campagna di Bathwick, ereditata da Frances e William nel 1767, si trovava al di là del fiume e poteva essere raggiunta solo con un traghetto. William pianificò di realizzare una nuova città, che sarebbe diventata un sobborgo della storica città di Bath, ma prima aveva bisogno di un migliore attraversamento del fiume. L'opera dei Pulteneys è ricordata dalla toponomastica locale: Great Pulteney Street a Bathwick, Henrietta Street e Laura Place, intitolate in ricordo della loro figlia Henrietta Laura Johnstone.
I progetti iniziali per il ponte furono elaborati da Thomas Paty, che stimò un costo di costruzione di 4.569 sterline, senza comprendere i negozi. Una seconda stima di £ 2.389 fu offerta dai costruttori locali John Lowther e Richard Reed e comprendeva la realizzazione di due negozi a ciascuna estremità del ponte, ma il lavoro non iniziò prima dell'inverno in quanto il tempo rese impossibile la costruzione dei pilastri. Nel 1770 i fratelli Robert e James Adam,  che stavano lavorando sui progetti per la nuova città di Bathwick, adattarono il progetto originale di Paty. Robert Adam progettò una struttura elegante fiancheggiata da negozi, simile al Ponte Vecchio e al Ponte di Rialto che probabilmente vide durante la sua visita in Italia, rispettivamente a Firenze e Venezia. Il pregetto di Adam si ispira infatti strettamente al progetto abortito di Andrea Palladio per il ponte di Rialto. Il progetto modificato allargava quindi il ponte fino ai15 metri, rispetto ai 9,1 metri di Paty, superando le obiezioni del consiglio comunale che riteneva il ponte troppo stretto.
La costruzione iniziò nel 1770 e fu completata nel 1774 per un costo di £11.000. I costruttori per la parte inferiore del ponte furono i muratori locali Reed e Lowther, mentre i negozi furono realizzati da Singers e Lankeshere.

## Sviluppo

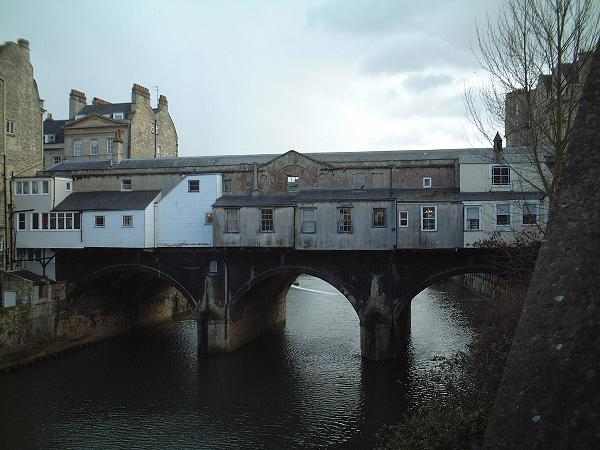
Vista dal lato nord

Il ponte Pulteney rimase nella sua forma creata da Adam per circa 20 anni. Nel 1792 furono apportate modifiche che allargarono il ponte fino a 18 metri ed ampliarono i negozi, convertendo gli originali sedici negozi in sei grandi negozi. Le inondazioni del 1799 e 1800 distrussero il lato nord del ponte, che era stato costruito con un supporto inadeguato. Thomas Telford suggerì di sostituire la struttura con un ponte di ghisa a campata unica. Tuttavia venne ricostruito da John Pinch senior, geometra presso la tenuta di Pulteney, in una versione meno ambiziosa rispetto a quella del progetto di Adam. I negozianti ottocenteschi cambiarono la struttura e l'aspetto dei loro locali, cambiando le finestre o ampliando i locali con l'aggiunta di elementi a svalzo sul fiume. Alcuni dipinsero delle insegne all'esterno dei propri negozi, colpendo la vista dal fiume e dalla Grand Parade. Il padiglione occidentale del lato sud venne demolito nel 1903 per un allargamento stradale e il suo rifacimento non fu esattamente coincidente con l'esistente.
Nel 1936 il ponte fu designato come antico monumento. Il consiglio comunale acquistò alcuni dei negozi e pianificò il rifacimento della facciata originale,, che fu completata in tempo per il Festival of Britain del 1951. Ulteriori lavori furono effettuati nel 1960 per riparare la parte inferiore dei soffitti dei tutti e tre gli archi. Altri restauri della facciata meridionale furono necessari nel 1975. Lo status di antico monumento del ponte fu sostituito nel 1955 con la designazione a monumento classificato di 1° grado.
Nel 2009 il consiglio di Bath and North East Somerset presentò una proposta di chiusura del ponte al traffico a motore e di trasformarlo in una zona pedonale,  ma il piano fu abbandonato nel settembre 2011.

## Architettura

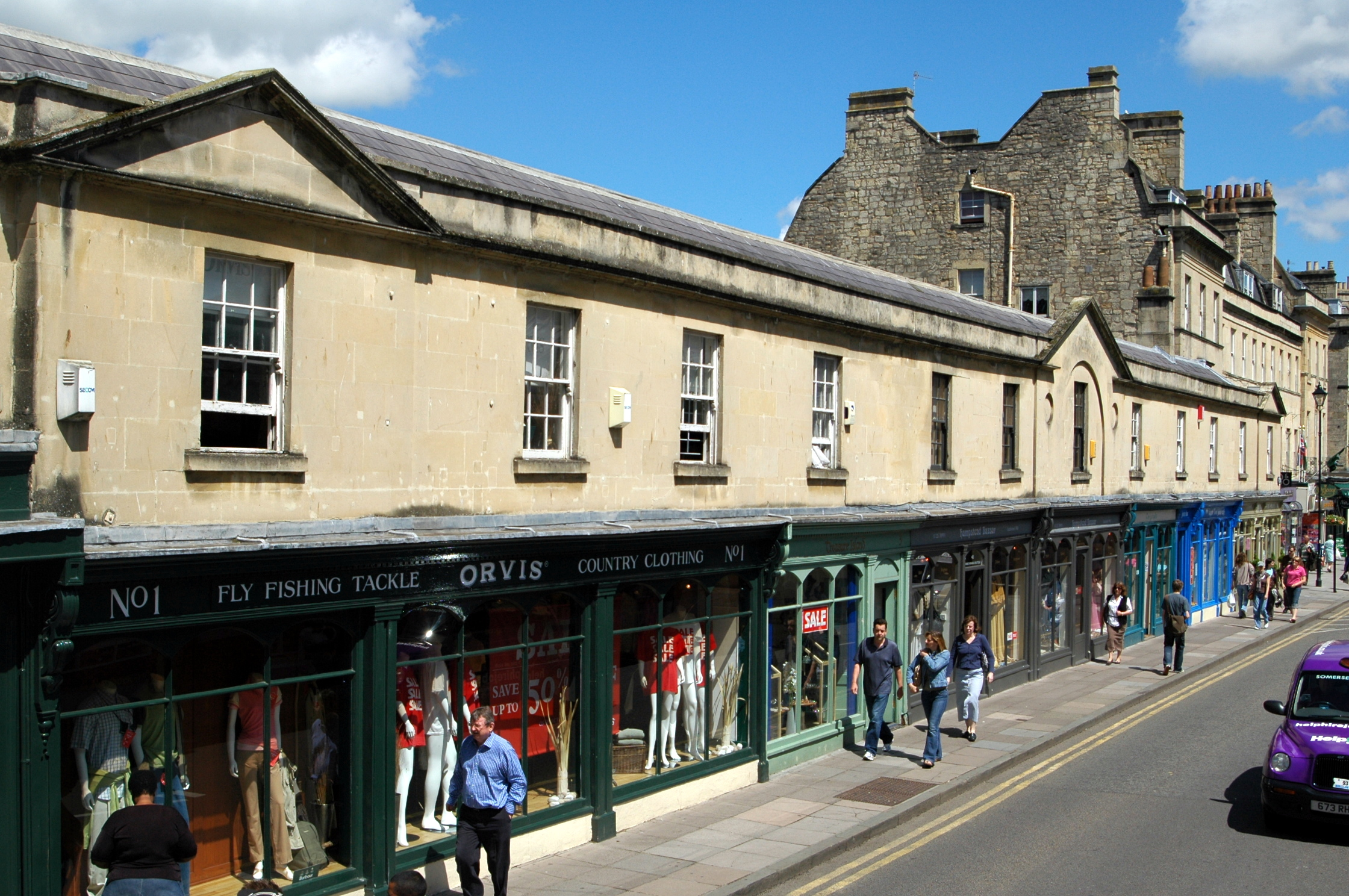
Negozi sul lato nord

Il ponte è dotato di due file di negozi progettati in stile palladiano tipico degli anni 1770, che formando una stradina sul ponte. La strada e gli edifici si appoggiano sopra tre archi segmentali di eguale ampiezza.
I negozi del lato settentrionali sono stati ampliati sul retro su elementi a sbalzo; conseguentemente la facciata esterna nord del ponte è asimmetrica, molto alterata e di nessun pregio architettonico, mentre il lato esterno meridionale mostra chiaramente la mano di Robert Adam.

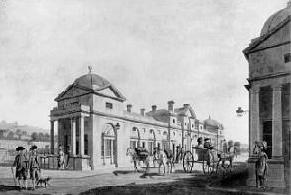
Thomas Malton, Il ponte Pulteney (1779)

Costruito con pietra calcarea in classico stile palladiano, la facciata sud prende la forma di una campata centrale di un tempio con le ali simmetriche che collegano due padiglioni terminali a fianco. La campata centrale è dato eminenza da un timpano spezzato sostenuta da paraste doriche austere.  E a sua volta, è affiancata da due piccole baie, ognuna con un piccolo timpano a punta sostenuto da pilastri poco profondi, che ulteriormente sottolineano e completano il frontone spezzato centrale situato sopra una grande finestra palladiana, che costituisce i punto focale dell'edificio. u questo lato meridionale la struttura comprende un piano principale al livello della strada, con un basso mezzanino separato da bande di pietra soprastanti. Sotto il piano principale vi è un sub-piano costruito nella muratura tra le campate del ponte: la sua presenza è indicata da finestre oculari posizionate simmetricalmente sotto l'ampietta di ogni arco. Questo motivo oculare, in scala ridotta, si ripete simmetricamente al piano rialzato sotto il timpano spezzato centrale. I due padiglioni di terminazione, in realtà leggere sporgenze, hanno poco profonde cupole piatte nascosti dietro i loro frontoni a punta. Il tetto è spiovente e realizzato con ardesia del Galles.
L'occidentale mid-stream pier fu ricostruito nel 1804. Ulteriore modifiche ebbero luogo nel 1895, quando il padiglione occidentale fu spostato per la costruzione della Grand Parade. L'aspetto cambiò ancora quando l'attuale briglia, teatro della scena del suicidio di Javert nella versione cinematografica de Les Misérables, fu costruita tra il 1968 e il 1972 come progetto di prevenzione delle inondazioni. Ulteriori restauri furono realizzati nel 1975.